# Jicchak Pundak
Jicchak Pundak (ur. 13 czerwca 1913 w Krakowie, zm. 27 sierpnia 2017) – izraelski dowódca wojskowy w stopniu generała brygadiera (tat alluf), oficer dyplomowany Sił Obronnych Izraela, później polityk i dyplomata.

## Młodość
Pundak urodził się jako Icchak Fundik w Krakowie w ówczesnej Monarchii Austro-Węgierskiej. W 1933 wyemigrował do Mandatu Palestyny

## Służba wojskowa
W 1933 przyłączył się do żydowskiej organizacji paramilitarnej Hagana. Od 1945 był instruktorem w plutonie szkoleniowym dla dowódców polowych.
Podczas wojny o niepodległość w 1948 objął dowództwo nad 53 Batalionem Brygady Giwati. Dowodził obroną kibucu Niccanim (6-10 czerwca). W sierpniu objął dowództwo nad Brygadą Oded i wziął udział w operacji Jo’aw (15-22 października) i operacji Hiram (29-31 października).
W 1952 wyjechał do Francji, gdzie przeszedł szkolenie pancerne. Po powrocie do kraju, 22 grudnia 1953 objął dowództwo nad Korpusem Pancernym. Wraz ze swoimi współpracownikami stworzył nowoczesną koncepcję współpracy jednostek pancernych ze zmechanizowaną piechotą. 3 lutego 1954 został awansowany na stopień generała brygadiera. Został oskarżony o pewne zaniedbania i w dniu 26 lipca 1956 podał się do dymisji.

## Działalność cywilna
W czerwcu 1962 Pundak został wybrany do Rady Samorządu Lokalnego miasta Arad. W listopadzie 1965 został ambasadorem Izraela w Tanzanii.
W 1971 minister obrony Mosze Dajan powołał Pundaka na stanowisko gubernatora wojskowego Półwyspu Synaj i Strefy Gazy. Podczas swojej kadencji zaproponował przeprowadzenie ewakuacji uchodźców palestyńskich ze Strefy Gazy do nowo utworzonego miasta na Synaju. Propozycji tej sprzeciwił się ówczesny szef Południowego Dowództwa, Ariel Szaron.
Później służył jako szef delegacji Agencji Żydowskiej w Argentynie, po czym przeszedł na emeryturę. W 1991 poprosił o wybaczenie błędów popełnionych przy obronie kibucu Niccanim w 1948.